# Haley Peters
Haley McCloskey Peters (Summit, 17 settembre 1992) è una cestista statunitense, professionista nella WNBA.